# Orchestra Haydn
L'Orchestra Haydn di Bolzano e Trento (in tedesco Haydn-Orchester von Bozen und Trient) è un'orchestra sinfonica italiana con sede a Bolzano, in Alto Adige. Prende il nome dal compositore austriaco Franz Joseph Haydn (1732–1809) ed è attiva dal 1960. 

## Storia
L'orchestra si è costituita nel 1960 per iniziativa dei comuni e delle province di Bolzano e di Trento e gode dei finanziamenti ministeriali del Fondo unico per lo spettacolo (FUS). Dal 2000 la sua sede è l'Auditorium Haydn di Bolzano e dal 2002 ha assunto lo status di fondazione.
Ha uno storico legame con il Concorso Busoni, di cui è partner istituzionale e accompagna i finalisti nella prova finale con orchestra. Da vari anni inoltre l'orchestra ha attivato anche progetti educativi volti a diffondere la musica classica nelle varie fasce d'istruzione, dalla scuola dell'infanzia alla scuola secondaria.
Attualmente la Haydn ha una sua stagione sinfonica (con concerti fissi a Bolzano e Trento e occasionali repliche in trasferta), promuove una serie di concerti estivi dislocati principalmente sul territorio regionale, partecipa alle attività della stagione lirica regionale OPER.A 20.21 organizzata dalla Fondazione Haydn e si esibisce in numerosi concerti in trasferta.
Ha preso parte a vari festival internazionali, apparendo in Austria (a Bregenz, Erl, al Mozarteum di Salisburgo e al Musikverein di Vienna), Germania, Giappone (a Otsu e Tokyo), Italia (in numerose sale da concerto, da Firenze a Milano, alla Sagra Musicale Umbra di Perugia, al Rossini Opera Festival di Pesaro, alla Biennale di Venezia), nei Paesi Bassi, negli Stati Uniti d'America, in Svizzera e in Ungheria.
Sul suo podio sono saliti, fra gli altri, Claudio Abbado, Rinaldo Alessandrini, Riccardo Chailly, Ottavio Dantone, Eliahu Inbal, Alain Lombard, Jesús López-Cobos, Neville Marriner, Riccardo Muti, Daniel Oren, José Serebrier e Alberto Zedda.
Il suo repertorio spazia dal barocco ai contemporanei; in più occasioni autori come Luigi Dallapiccola, Luigi Nono, Luciano Berio, Franco Donatoni, Giorgio Battistelli, Matteo D'Amico e Giovanni Sollima le hanno affidato dei loro lavori in prima esecuzione assoluta.
Moltissime sono le registrazioni radiofoniche e televisive per la RAI. Ampia l'opera di incisione discografica (CD e DVD) per case discografiche quali Agorá, Amadeus, Arts, Camerata Tokyo, Col-Legno, Concerto, CPO, Dynamic, Multigram, Naxos, Opus Arte, RCA, Unitel, Universal, VMC Classic e Zecchini.

## Direttori stabili
- 1960-1975: Antonio Pedrotti
- 1977-1991: Hermann Michael[3]
- 1990-1994: Alun Francis[4]
- 2000-2003: Cristian Mandeal[5]
- 2003-2007: Ola Rudner[6]

## Direttori principali
- 2014-2021: Arvo Volmer[7]
- 2021-attuale: Ottavio Dantone

## Direttori artistici
- 1960-1990: Andrea Mascagni[8]
- 1991-2002: Hubert Stuppner[9]
- 2003-2012: Gustav Kuhn[10]
- 2013-2021: Daniele Spini[11]
- 2021-attuale: Giorgio Battistelli[12]

## Discografia parziale
- 1967 – Haydn: Symphonies - Antonio Pedrotti (Turnabout VOX)
- 1993 – Haydn: Concertos for Violin, Piano and Trumpet - Barry Faldner/Benjamin Schmid, Anna Kravtchenko, Sandro Verzari (VMC Classic)
- 1993 – Schubert: Symphonies - Barry Faldner (VMC Classic)
- 1994 – Rossini: Early Sinfonias - Alun Francis (CPO)
- 1994 – Casella: Serenata, Concerto per archi, Divertimento per Fulvia - Alun Francis (CPO)
- 1998 – Liszt: The Piano Concertos, Totentanz - Karl Martin/Jeffrey Swann (Agorá)
- 1998 – Gershwin: Rhapsody in Blue, Piano Concerto, An American in Paris - Peter Keuschnig/Jeffrey Swann (Agorá)
- 2001 – La Chanson Francaise - Peter Keuschnig/Milva (CPO)
- 2001 – Chopin: The Piano Concertos - Christoph Eberle/Jeffrey Swann (Agorá)
- 2001 – Hartmann: San Francesco - Karl Martin/Sylvia Rieser, Barbara Holz, F. Lang, Vito Maria Brunetti, Coro Musici Cantori (Agorá)
- 2003 – Weber: The Clarinet Concertos - Alessandro Carbonare (ARTS)
- 2006 – Tchaikovsky: Cello Works - Ola Rudner/Umberto Clerici (Amadeus)
- 2006 – Flute Concertos - Ola Rudner/Wolgang Schulz (Camerata Tokyo)
- 2005 – Zandonai: Concerto Romantico, Quadri di Segantini - Maurizio Dini Ciacci, Giuseppe Grazioli/Stefano Zanchetta (CPO)
- 2005 – Thuille: Symphony, Piano Concerto - Alun Francis/Oliver Triendl (CPO)
- 2007 – Donizetti: Adelia - Gustav Kuhn/Michela Sburlati, Hermine Haselböck, David Sotgiu, Xavier Rouillon, Giorgio Valenta, Giulio Mastrototaro, Andrea Silvestrelli (RCA)
- 2007 – Beethoven: Piano Concertos - Gustav Kuhn/Jasminka Stancul (Col-legno)
- 2007 – Beethoven: The 9 Symphonies - Gustav Kuhn/Soloists of Accademia di Montegral (Col-legno)
- 2008 – Cimarosa: Dixit Dominus- Fabio Pirona/Cinzia Rizzone, Sylvia Rottensteiner, Gregory Bonfatti (CPO)
- 2008 – Ferlendis: Oboe Concertos - Diego Dini Ciacci (CPO)
- 2008 – Vieuxtemps: Violin Concertos - Massimo Quarta (Amadeus)
- 2008 – Mozart: Piano Concertos - Gustav Kuhn/Jasminka Stancul (Col-legno)
- 2008 – Beethoven: Missa Solemnis - Gustav Kuhn/Chorus Academy of the Tyrolean Festival, Soloists of Accademia di Montegral (Col-legno)
- 2008 – Brahms: The 4 Symphonies - Gustav Kuhn (Col-legno)
- 2011 – Schumann: The 4 Symphonies - Gustav Kuhn (Col-legno)
- 2011 – Schumann: Piano Concerto - Gustav Kuhn/Davide Cabassi (Col-legno)
- 2012 – Beethoven: Triple Concerto - Trisdee na Patalung/Trio di Parma (Amadeus)
- 2012 – Mario Castelnuovo-Tedesco - Luigi Azzolini/Coro Polifonico Castelbarco, Giulio Tampalini (Concerto Classics)
- 2015 – Piccolo Concertos - Marco Angius/Nicola Mazzanti, Alessandro Visintini (Brilliant Classics)
- 2016 – Giorgio Gaslini: Murales Promenade - Yoichi Sugiyama/Alfonso Alberti (Stradivarius)
- 2018 – Colasanti: Requiem "Stringeranno nei pugni una cometa" - Maxime Pascal/Luigi Azzolini, Ensemble Vocale Continuum/Mariangela Gualtieri (Naxos)